# Per Samuelsson
Per Samuelsson, född 28 februari 1955, är en svensk jurist och professor.
Samuelsson är professor vid Juridiska fakulteten vid Lunds universitet. Han är främst inriktad på associationsrätt (särskilt aktiebolagsrätt), kapitalmarknadsrätt, bankrätt och entreprenadrätt. Han var adjungerad professor i företags- och kapitalmarknadsrätt med särskild inriktning mot rättsvetenskap och nationalekonomi vid Handelshögskolan i Stockholm 1999–2002.
Han har publicerat ett stort antal böcker och artiklar i dessa ämnen, bland annat en omfattande kommentar i tre band till aktiebolagslagen tillsammans med professor Erik Nerep vid Handelshögskolan i Stockholm.
Per Samuelsson är sedan 1977 gift med Kerstin, född Kjellström 1957, dotter till Nils Kjellström (1925–2012) och Inga, född Andersson, (1923–2005).